# Helmut Kohl (Schiedsrichter)
Helmut Kohl (* 8. Februar 1943; † 26. September 1991) war ein österreichischer Fußballschiedsrichter.
Der aus Nußdorf am Haunsberg im Bezirk Salzburg-Umgebung stammende Kohl war  hauptberuflich als städtischer Beamter tätig. Er erlebte seinen Karrierehöhepunkt als Schiedsrichter bei der Fußball-Weltmeisterschaft 1990 in Italien, bei der er drei Spiele leitete. Nach den Vorrundenspielen Uruguay –  Spanien und Brasilien – Schottland wurde er für die Viertelfinalpaarung zwischen der deutschen Nationalmannschaft und der Mannschaft der ČSFR angesetzt. Dabei zeigte Kohl in der 70. Minute dem Tschechoslowaken Ľubomír Moravčík beim Stand von 1:0 für Deutschland die Rote Karte. Moravčík hatte sich darüber geärgert, dass Kohl ihm nach einem Zweikampf mit Pierre Littbarski einen Freistoß verweigert hatte und daraufhin seinen linken Schuh, auf den Littbarski bei diesem Zweikampf getreten war und der Moravčík dabei von der Ferse rutschte, in hohem Bogen in die Luft gekickt. Kohl stellte den bereits verwarnten Tschechoslowaken deshalb vom Platz.
Kohl starb 1991 im Alter von 48 Jahren an Krebs. Vier Jahre später wurden Vorwürfe der Bestechlichkeit gegen ihn laut. So soll er 1989 nach dem Spiel im Europapokal der Landesmeister zwischen Olympique Marseille und AEK Athen im Auftrag der Franzosen, die durch ein Unentschieden die nächste Runde erreicht hatten, umgerechnet rund 50.000 Euro erhalten haben.